# Stoke-upon-Trent
Stoke-upon-Trent is een plaats in het bestuurlijke gebied Stoke-on-Trent, in het Engelse graafschap Staffordshire. 